# دون ريتش
دون ريتش (بالإنجليزية: Don Rich)‏ هو موسيقي وكاتب أغاني وعازف قيثارة أمريكي، ولد في 15 أغسطس 1941 في أولمبيا في الولايات المتحدة، وتوفي في 17 يوليو 1974 في سان لويس أوبيسبو في الولايات المتحدة بسبب حادث مرور.

## وصلات خارجية
- دون ريتش على موقع IMDb (الإنجليزية)
- دون ريتش على موقع ميوزك برينز (الإنجليزية)
- دون ريتش على موقع أول ميوزيك (الإنجليزية)
- دون ريتش على موقع ديسكوغز (الإنجليزية)